# 正安 (大理)
正安（せいあん）は、中国の大理国の段思廉の時代に使用された元号。
1053年 - 年代不詳。